# 정신병원

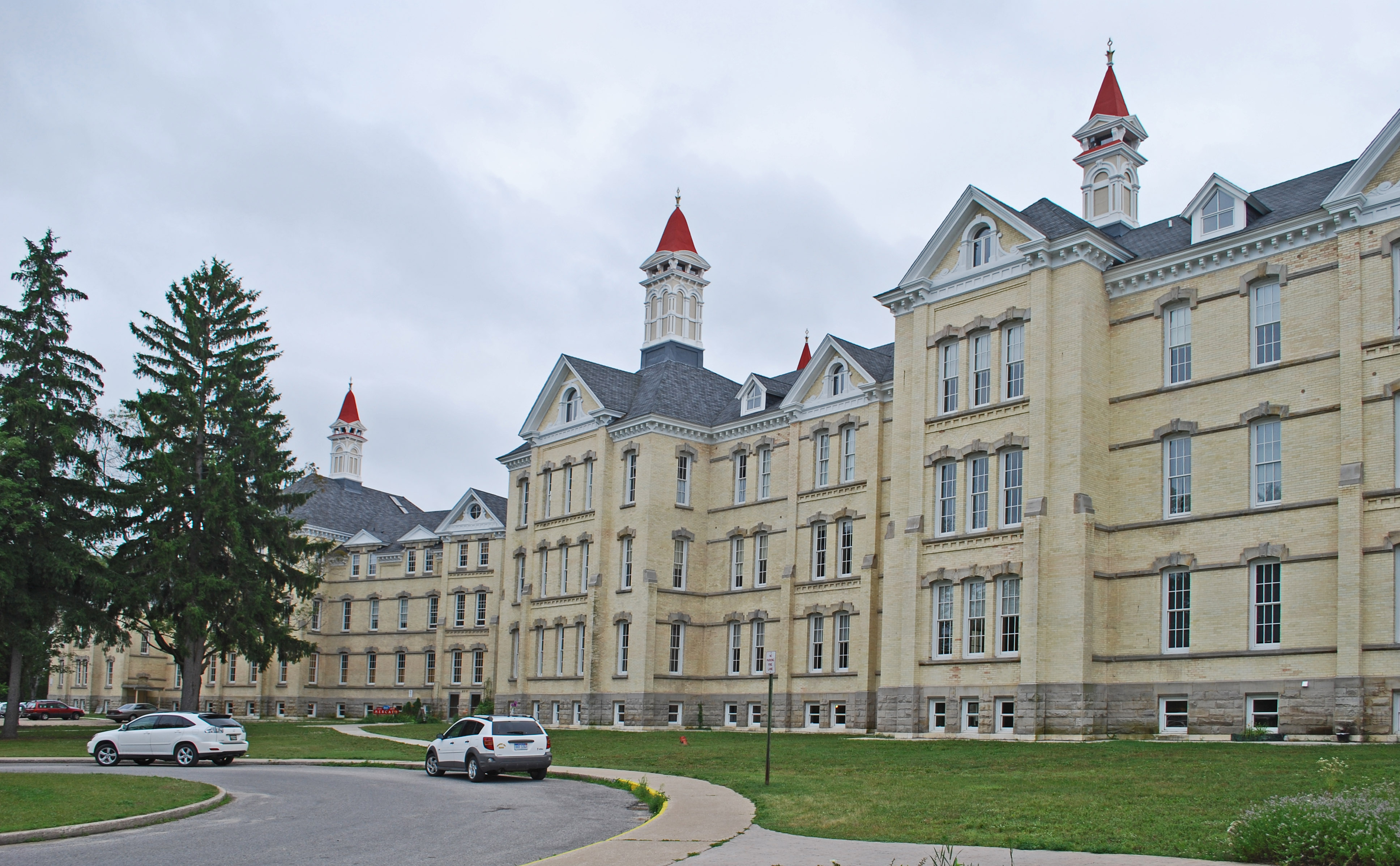
미시간주에 위치한 정신병원

정신병원(精神病院)은 수용 감금하는 정도였고, 인권존중의식이 고조됨에 따라 강제입원이 불가능하다 알려져 있으나 이는 대중이 잘못알고 있는것이며 강제입원으로 인한 무고한 입원을 막기 위하여 2차진단 등의 세부적인 사항이 변경이 되었을뿐 강제입원은 아직 존재한다. 그 외에도 가족이 입원시키는 기본적인 방법 이외에 경찰,시장의 명령으로 입원되는 행정입원 외에 자신이 원하여 스스로 입원하는 동의 및 자의입원이 존재한다.
치료감호소는 범죄를 저지른 정신병자를 수감하는 교도소로 교도소와 정신병원을 합친 기관이다.

## 비판
토머스 사스는 정신병원은 병원이 아니라 감옥과 같고, 강압적인 정신과 의사는 치료사가 아니라 판사와 교도관 역할을 한다고 주장했다. 재산,가정불화,훈육을 포함해서 정신질환이 아닌데도 동의해서 강제입원을 시키고 시끄러운 소리를 낸다거나, 의사,간호사에게 짜증이나 화를 냈다거나, 말 안들으면 의사의 지시에 따라 독방으로 감금하고 침대에 밧줄로 묶어서 코끼리 주사를 투여해서 잠들도록한다. 개방병동만 마음껏 돌아다니고 일해서 돈벌면 다시 입실하기 때문에 정신병원에서 치료는 없다. 휴대폰도 있으면 안되며 공중전화는 있지만 사용 못하게 하기도 하며 돈벌이에만 생각하며, 일주일에 의사 면담이 1번이고 면담도 치매환자처럼 한다. 그리고 퇴원했어도 사회생활 하기 어렵다.

## 요양병원
요양병원도 정신병원과 똑같이 감옥과 같고, 판사와 교도관 역할을 한다. 동의해서 강제입원을 시키고 시끄러운 소리를 낸다거나, 짜증이나 화를 냈다거나, 말 안들으면 의사의 지시에 따라 침대에 밧줄로 묶어서 코끼리 주사를 투여해서 잠들도록하며 계속 같은 자세로 있으며 기저귀도 잘 교체해주지 않아서 욕창과 감염에 약하고 보호자가 24시간 옆에 있지 않기 때문에 모른다. 안에 들어가면 사형선고 받은것처럼 요양병원 정신병원처럼 다시는 밖에 나오지 못한다는것을 알고 있기 때문에 스트레스도 많이 받는다.

## 같이 보기
- 새로운 자유 정신 보건 위원회

## 프로그램
- 그것이알고싶다 879회 2013년 1월 26일 방송